# Pulau Kumpai
Pulau Kumpai is een bestuurslaag in het regentschap Kuantan Singingi van de provincie Riau, Indonesië. Pulau Kumpai telt 1158 inwoners (volkstelling 2010).